# Séléfougou
Séléfougou is een gemeente (commune) in de regio Koulikoro in Mali. De gemeente telt 4600 inwoners (2009).